# Scaled Composites Stratolaunch Model 351
Stratolaunch Model 351 (также Roc) — американский самолёт-носитель, элемент авиационно-космической системы воздушного старта Stratolaunch.
Самолёт имеет двухфюзеляжную конструкцию, оснащён шестью двухконтурными турбовентиляторными двигателями Pratt & Whitney PW4056. На текущий момент является самолётом с самым длинным крылом в истории авиации.

## История разработки
О старте проекта было объявлено в декабре 2011 года. Машина была представлена публике 31 мая 2017, когда состоялась выкатка в Аэрокосмическом центре «Мохаве» в штате Калифорния, в декабре 2017 года были протестированы его шасси и тормозная система. Во время рулёжных пробежек в феврале 2018 года была достигнута скорость 74 км/ч, в октябре 2018 года — 128 км/ч.
9 января 2019 года во время наземных испытаний была достигнута скорость 226 км/ч, с отрывом от земли передних стоек шасси.
Первый полёт самолёт совершил в апреле 2019 года, над пустыней Мохаве; полёт продлился два с половиной часа, самолёт поднялся на высоту более пяти километров, развив максимальную скорость 304 км/ч.
Однако, через несколько месяцев после полёта, после смерти основателя,  проект столкнулся с финансовыми трудностями — и его выставили на продажу. Многие считали, что компания вошла в стадию ликвидации, но руководству удалось найти новых инвесторов и убедить их в перспективности своей новой идеи — созданию флота гиперзвуковых дронов, которые будут выполнять разведывательные и военные задачи. 
В начале 2020 года стало известно, что Stratolaunch возобновит лётные испытания машины, однако при этом несколько изменив концепцию: если ранее самолёт планировали использовать в качестве воздушной платформы для запуска ракеты Pegasus XL, то сейчас его собираются применять как носитель для атмосферных и суборбитальных гиперзвуковых аппаратов (о каких аппаратах идёт речь, пока не уточняется).
В апреле 2021 самолёт осуществил ещё один испытательный полёт, выполнив серию маневров в полёте над воздушным и космическим портом Мохаве.
В октябре 2022 года Roc совершил свой первый полет с  испытательной машиной (планер) Talon-0 (TA-0) компании Talon, в мае 2023 она была успешно запущена с самолёта; это прототип безэкипажного гиперзвукового самолёта Talon-A (TA-1) с ракетным двигателем (будет развивать скорость более 5 Маха), который на высоте 10 000 м выпускается из нижней части Roc для самостоятельного полета. После завершения полета он будет переходить на планирующий полет и самостоятельно приземляться на взлетно-посадочную полосу; также предусмотрена возможность взлета с земли.

## Конструкция
Stratolaunch Model 351 представляет собой двухфюзеляжный моноплан с высокорасположенным крылом длиной 117,3 метра, на котором в пилонах установлены шесть турбореактивных двигателей Pratt & Whitney PW4056. Длина самолёта 73 метра, максимальный взлётный вес 590 тонн, масса подвесной полезной нагрузки 250 тонн. Система шасси имеет восемь стоек (шесть основных и две носовых) с 28 колёсами.
Конструкционно Stratolaunch напоминает американский проект Conroy Virtus предлагавшийся в начале 1970-х годов для транспортировки «Спейс шаттл». Также существовал отличный по виду российский проект 1992 года НПО «Молния» самолёт-триплан Геракл («Молния-1000»).

### Технические характеристики
- Экипаж: неизвестно
- Длина: 72,5 м[16] или 84,7 м[17]
- Размах крыла: 117,3 м[16][17]
- Высота: 15,2 м[17]
- Площадь крыла: ???? м²
- Профиль крыла:
- Масса пустого: 226 596 кг
- Внешняя полезная нагрузка: 250 000 кг
- Нормальная взлётная масса: 340 194 кг
- Максимальная взлётная масса: 589 670 кг[16][17]
- Двигатель: 6×Pratt & Whitney PW4056 тягой 252,4 кН каждый
- Мощность: неизвестно